# Скална гърмяща змия
Скалните гърмящи змии (Crotalus lepidus) са вид влечуги от семейство Отровници (Viperidae).
Разпространени са в Северно Мексико и съседните части на Съединените американски щати.
Таксонът е описан за пръв път от американския зоолог Робърт Кеникът през 1861 година.

## Подвидове
- Crotalus lepidus klauberi
- Crotalus lepidus lepidus
- Crotalus lepidus maculosus